# 霭翠
霭翠（發音：ɑ21 tshy55；1307年—1383年），全名陇赞阿期（lu33 tse31 ɑ21 tshy55），水西土司，元朝順元宣撫使、八番順元沿邊宣慰使加雲南行省左丞，明朝贵州贵州宣慰司。

## 生平
霭翠原名宋阳彩，瓮安草塘人，是宋明芳之子，为草塘安抚司副使宋万蟠之曾孙，水西土司之外孙。
1326年袭元朝水西昭勇大将军、罗甸侯之职。1327年，跟随左丞相汪惟能，证云南罗雄州阿邦龙，平复天马关，以军功受赏。其长子宋文芳，过继与安氏舅兄为子，取名陇第。
后来，長子安的（阿期陇第）袭水西土司之位，霭翠则代子掌权。洪武四年（1371年），与宋阳举（宋钦）、普定女总管适尔等率土归附明朝，朱元璋“皆予以原官世袭”，“赋税听其输纳”，并赐姓安。次年，又授霭翠为广威将军，并改元朝的八番顺元沿边宣慰使司为贵州宣慰司，授霭翠为贵州宣慰使。治所为贵阳城内，赐红印和手本。洪武六年（1373年）朱元璋又昭贵州宣慰使霭翠位居各宣慰之上，洪武八年（1375年），霭翠与奢香结婚。